# لی‌لی سنت‌سیر
لی‌لی سنت‌سیر (انگلیسی: Lili St. Cyr؛ ‏ ۳ ژوئن ۱۹۱۸ – ۲۹ ژانویهٔ ۱۹۹۹) شوگرل، مدل، بازیگر، استریپر و هنرمند رقص بورلسک اهل ایالات متحده آمریکا بود.
از فیلم‌هایی که وی در آن‌ها نقش داشته‌است، می‌توان به پسر سندباد اشاره نمود.